# Attignat
Attignat is een gemeente in het Franse departement Ain (regio Auvergne-Rhône-Alpes). Attignat telde op 1 januari 2022 3.372 inwoners.
De klokkentoren van de kerk van Lupus Servatus (Église Saint-Loup d'Attignat) is van onder naar boven een achtste slag gedraaid. Hij stamt uit de 19e eeuw.

## Geografie
De oppervlakte van Attignat bedroeg op 1 januari 2022 18,69 vierkante kilometer; de bevolkingsdichtheid was toen 180,4 inwoners per km².
De onderstaande kaart toont de ligging van Attignat met de belangrijkste infrastructuur en aangrenzende gemeenten.

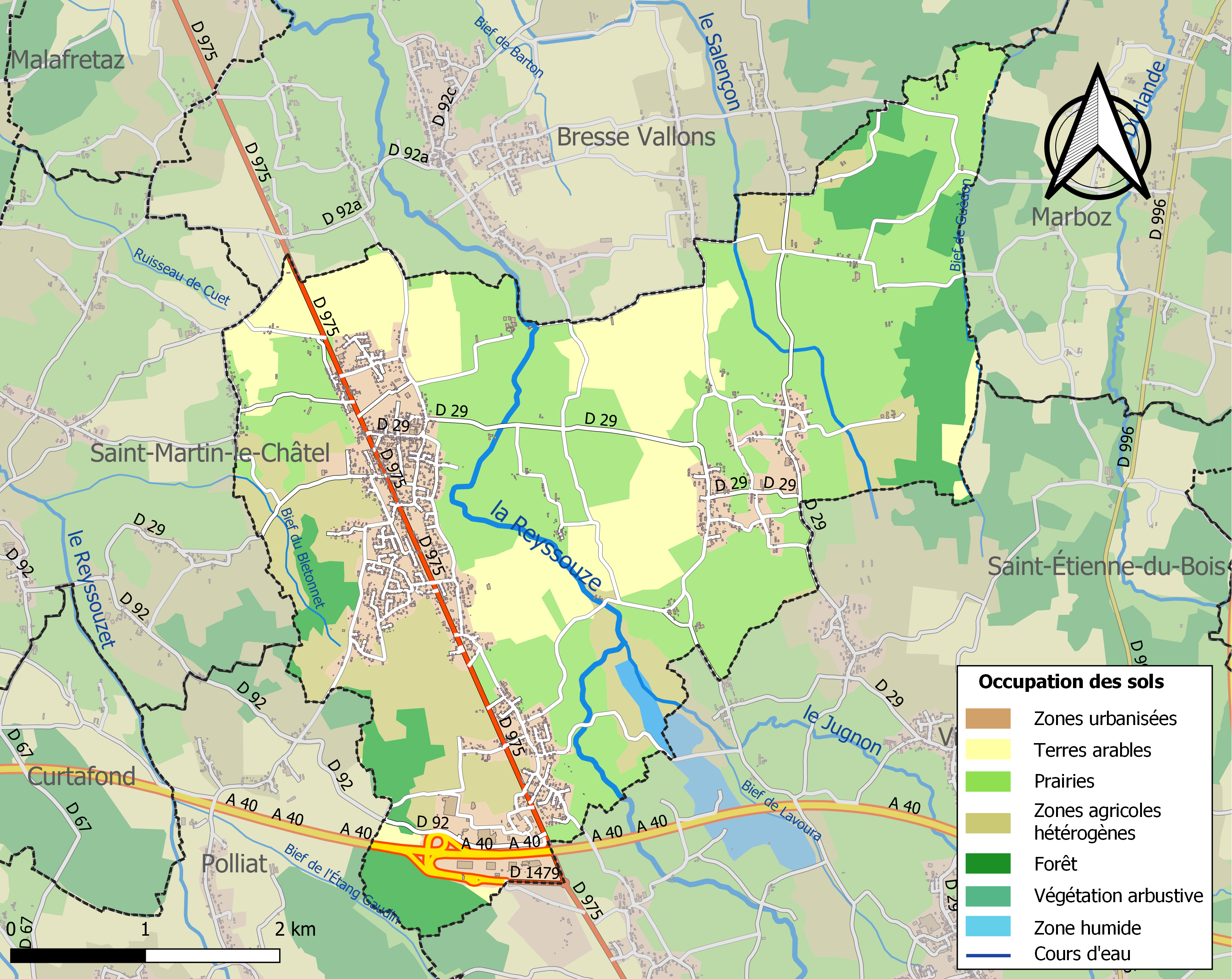

## Demografie
Onderstaande figuur toont het verloop van het inwoneraantal van Attignat vanaf 1968. De cijfers zijn afkomstig van het Frans bureau voor statistiek en bevatten geen dubbel getelde personen (zoals studenten en militairen).
Vanwege een beveiligingsprobleem met de MediaWiki Graph-software is het momenteel niet mogelijk deze grafiek weer te geven. Zodra de software is bijgewerkt zal de grafiek vanzelf weer zichtbaar worden.